# Clematis drummondii
Clematis drummondii es una especie de planta herbácea perteneciente a la familia Ranunculaceae.  

## Características
Es una planta arbustiva. Las hojas están divididas en 3 hojas. Las flores están en racimos esparcidamente floreados y los frutos tienen unos pelos largos que le dan la apariencia de barbas.

## Distribución y hábitat
Originaria de América boreal, habita en climas semicálidos y semisecos entre los 1200 y los 1800 metros como una planta silvestre, asociada a matorral xerófilo.

## Propiedades
En Durango y Sonora esta planta se emplea para evitar la caída del cabello y en otras afecciones de la piel como granos, callos, apostema, urticaria y manchas.
Por otro lado, se le usa en casos de caries, las hojas se guisan con un poco de aceite y se aplican directamente sobre los dientes o muelas muy dañados. Esto se hace con el fin de que se caigan más rápido.
También se menciona útil para el dolor de estómago, dolor de riñón y catarro pasmado.

## Taxonomía
Clematis drummondii fue descrita por Torr. & A.Gray y publicado en A Flora of North America: containing . . . 1(1): 9. 1838.
Etimología
Clematis: nombre genérico que proviene del griego ˈklɛmətɨs. (klématis) "planta que trepa" probablemente vinca.
drummondii: epíteto otorgado en honor del botánico Thomas Drummond.
Sinonimia
- Clematis caudata Hook. ex Hemsl.
- Clematis dioica var. drummondii (Torr. & A.Gray) Kuntze
- Clematis dioica var. nervata (Benth.) Kuntze
- Clematis nervata Benth.[4]

## Nombres comunes
Barba de chivo, barba del viejo.